# Hayden Carter
 (février 2025).
Hayden James Carter , né le 17 décembre 1999 à Stockport, est un footballeur britannique qui évolue au poste de défenseur aux Blackburn Rovers.

## Biographie
En 2020, il signe son premier contrat avec Blackburn Rovers.
Le 6 janvier 2021, il est prêté à Burton Albion.
Le 15 janvier 2022, il est prêté à Portsmouth.